# 狮山西线路所
狮山西线路所是位于广东省佛山市南海区狮山镇的线路所，用于连接广茂铁路与广珠铁路。线路所开通于2022年10月25日，隶属中国铁路广州局集团，仅用于列车转线，不办理客货运业务。

## 概况
狮山西线路所位于广茂铁路三水站与走马营站（现已撤销拆除）之间，共包含3组道岔（包括安全线）。广茂铁路自西南向东北贯穿线路所，自广珠铁路沙头东线路所引出的沙狮联络线从北侧经道岔侧向汇入广茂铁路，联络线下行线设有安全线一条。线路所所在广茂线上下行方向均为单线，沙狮联络线方向为复线。
2023年9月1日，沙狮联络线开通运营，届时原经由广茂线运行的列车在此转线，经广珠铁路、江大联络线等铁路进出广州铁路枢纽，为改建广茂铁路广州至佛山站段提供条件。